# Inflatostereum glabrum
Inflatostereum glabrum är en svampart som först beskrevs av Joseph-Henri Léveillé, och fick sitt nu gällande namn av D.A. Reid 1965. Inflatostereum glabrum ingår i släktet Inflatostereum och familjen Phanerochaetaceae.   Inga underarter finns listade i Catalogue of Life.